# Benet Baïls
Benet Baïls (Sant Adrià de Besòs, 1730 – Madrid, 1797) va ser un matemàtic i erudit català de la Il·lustració.

## Vida
Nasqué a Sant Adrià de Besòs de família burgesa que es traslladà al cap de poc temps a Perpinyà per portar una fàbrica de mitges de llana. Comença els seus estudis de Gramàtica i Filosofia a Perpinyà i acaba la seva formació en Matemàtiques i Teologia amb els jesuïtes a la Universitat de Tolosa de Llenguadoc.
El 1756 marxà a París, on establí relacions amb els matemàtics D'Alembert i Condorcet que l'incorporaren com a redactor dels articles referents a Espanya del Journal historique et politique. A més d'una intensa activitat intel·lectual, treballà com a secretari de l'ambaixador espanyol Jaime Masones de Lima.
El 1761 tornà a Madrid amb l'ambaixador, que l'introduí en els cercles il·lustrats i cortesans. En pocs anys passà a ser membre de la Reial Acadèmia de la Història, de la de Ciències i de la d'Arts i Ciències de Barcelona.
El 1768, amb el suport de Jorge Juan, ocupà la recentment creada càtedra de Matemàtiques de l'Escola de Belles Arts de San Fernando, càrrec que conservà fins a la seva mort.
A partir de 1772 la seva paràlisi empitjorà progressivament, cosa que l'obligà a donar les classes a casa seva.
També tingué una trajectòria laboral com a músic, i el juny de 1784 va promoure’s com a professor de clavicèmbal i harmonia al Memorial literari de Madrid.
El 1791 va ser acusat de materialisme, possessió de llibres estrangers i ateisme per la Inquisició espanyola, que el va empresonar el dia 3 de febrer de 1791 fins al 19 de novembre del mateix any i, posteriorment, el 3 de març de 1792, el va desterrar a Granada, tot i que seria indultat el 1793. Retornà a Madrid el mateix any.
El 1796, la seva llarga malaltia el va deixar privat de raó. Va morir el 12 de juliol de 1797 a Madrid.

## Principals obres
L'obra més important de Benet Baïls són els seus Elementos de Matemàticas, una monumental enciclopèdia de Matemàtiques en onze volums començats a publicar el 1779. Aquesta obra donà a conèixer a Espanya les matemàtiques més avançades del moment introduint a la península l'Anàlisi matemàtica i el Càlcul infinitesimal.
Uns anys abans, el 1776, havia publicat el seu Principios de Matemàtica que es va convertir en un llibre de text estàndard a les universitats del país i que havia escrit amb la intenció que fos el llibre de text de "l'Escola de Belles Arts de San Fernando".
Autors com Garma o Navascues Palacio han qüestionat l'originalitat de les seves obres matemàtiques, qualificant-les de simples traduccions: l'àritmètica i l'àlgebra de Bézout, l'anàlisi de L'Hôpital i el càlcul de variacions de Lagrange. En qualsevol forma, ningú qüestiona el paper de difusió de les més modernes matemàtiques que va tenir la seva obra.
L'any 1802, i de forma pòstuma, es publicà el seu Diccionario de Arquitectura, que tindria una notable influència en la formació dels arquitectes durant diverses generacions.
Home d'ampla cultura, es preocupà també d'altres temes més o menys allunyats de la seva disciplina com la música o la salut pública.
Pel que fa a la seva activitat musical, va publicar el mètode Lecciones de clave, y principios de armonía (Madrid, Joaquín de Ibarra), que anava dedicat a Mariana de Silva i pretenia facilitar l’aprenentatge musical sota uns fonaments científics. Aquest mètode es tracta d’una traducció de l’obra Leçons de clavecin et principes d’harmonie (París, Chez Bluet Librarie, 1771) d'Anton Bemetzrider. La traducció de Baïls es va fer amb l’ajuda de l’organista reial Juan Sessé, i més que ésser una traducció directa, es tracta d’un canvi de format en el qual es suprimeix el diàleg i caràcter social de l’obra original per convertir-lo en un mètode més sistemàtic i clar. Aquesta traducció fou criticada per alguns músics posteriors, com Pedrell o Mitjana, que criticaven la seva traducció i la seva posició com un mer aficionat de la música influenciada per l'esperit francès que impregnava la classe alta de l’Espanya de l’època, citant sobretot l’influència de Diderot.

## Obres
- Bails, Benito; Capmany, Jerónimo. Tratados de matemáticas para las escuelas establecidas en los regimientos de infantería, 1772.
- Bails, Benito. Principios de Matemáticas donde se enseña la especulativa, con su aplicación a la dinámica, hidrodinámica, óptica, astronomía, geografía, gnomonica, arquitectura, perspectiva, y al calendario. tres volúmenes, 1776.
- Bails, Benito. Instituciones de geometría práctica para uso de los jóvenes artistas, 1775.
- Bails, Benito. Elogio de nuestro célebre general de marina D. Jorge Juan. Según Torres Amat lo «dejó manuscrito».
- Bails, Benito. Pruebas de ser contrario a la práctica de todas las naciones y a la disciplina Eclesiástica y perjudicial a la salud de los vivos enterrar los difuntos en las iglesias y los poblados.  Madrid: Imprenta de D. Joaquín Ibarra, 1785.
- Bails, Benito. Memoria histórico-política.
- Bails, Benito. Elementos de matemáticas. 11 tomos, 1772 - 1783.
- Bails, Benito. Diccionario de Arquitectura civil. Obra Póstuma de Don Benito Bails. Edición facs. Colegio Oficial de Aparejadores y Arquitectos Técnicos de Asturias, 1973.  Madrid: Imprenta de la viuda de Ibarra, 1802.
- Bails, Benito. Elementos de Matemática. Por D. Benito Bails. Tom. Plantilla:Nr. Parte Plantilla:Nr. Que trata de la Arquitectura Civil. Edición facs. Murcia: Colegio de Aparejadores y Arquitectos de técnicos de Murcia, Artes Gráficas Soler, 1983.  Madrid: Imprenta de la viuda de D. Joaquín Ibarra, 1796.
- Bails, Benito. Lecciones de clave y principios de armonía, 1775.
- Bails, Benito. Análisis de la obra de arquitectura hidráulica de Juanelo Turriano. Según Ceán-Bermúdez en Arquitectos y arquitectura de España. 2º, p. 250 a 258.
- Bails, Benito. Principios de Matemática de la Real Academia de San Fernando, 1758.
- Bails, Benito. Elementos de Matemática, 1790.
- Bails, Benito. Diccionario de Arquitectura Civil, 1802.
- Bails, Benito. Aritmética para negociantes.